# Hledání Země Nezemě
Hledání Země Nezemě, v anglickém originále Finding Neverland, je americko-britský film natočený podle divadelní hry Muž, který byl Petrem Panem, jejímž autorem je Allan Knee. Tento film režíroval v roce 2004 Marc Forster. V hlavních rolích se objevili Johnny Depp jako Sir James Matthew Barrie a Kate Winsletová jako Sylvia Llewelyn Daviesová. Výraznou roli provozovatele divadla Charlese Frohmana ztvárnil Dustin Hoffman, Julie Christie s grácií a noblesou zahrála Sylviinu matku. Film byl nominován v šesti kategoriích na Oscara, autor filmové hudby Jan A.P. Kaczmarek získal Oscara za nejlepší filmovou hudbu.

## Děj
Děj snímku vychází ze skutečných událostí, odehrává se zejména v Londýně a jeho okolí, začíná v roce 1904. Anglický dramatik sir James Matthew Barrie (Johnny Depp) chodí pracovat do parku, kde se náhodně seznámí s ovdovělou Sylvií a jejími čtyřmi syny. Posléze začne Sylvii a její syny navštěvovat – aby si s nimi hrál. Jeho fantazie nezná mezí, chlapci jsou jím okouzleni. Až na Petra (Freddie Highmore), který se po otcově smrti uzavřel do sebe a odmítá si hrát. James k Petrovi hledá cestu – a přesvědčí ho, aby začal psát. Sylvie stále pokašlává a odmítá jít do nemocnice – s manželem si totiž nemocnice užili až dost.
Petr je zdrcený, že mu určitě zase všichni lžou – jeho otec zemřel, i když všichni říkali, že se uzdraví. James podle chlapců napíše úspěšnou divadelní hru o Petru Panovi, která si naprosto získá publikum. Na její premiéru jde ale pouze Petr – Sylvii zabrání v odchodu do divadla záchvat. James nechá zahrát hru ve zjednodušené formě u Sylvie doma, aby ji mohla vidět. Sylvie na konci umírá – odchází do Nezemě… a James získá chlapce do opatrovnictví.